# Gurgen Dalibaltayan
Gurgen Dalibaltayan (en arménien : Գուրգեն Դալիբալթայան), né le 5 juin 1926 à Ninotsminda (RSFS de Transcaucasie, Union soviétique) et mort le 1er septembre 2015 à Erevan (Arménie), est un militaire soviétique, puis arménien.

## Biographie
Né dans la petite ville de Bogdanovka (aujourd'hui Ninotsminda), à la frontière de la Géorgie et de l'Arménie, peuplée majoritairement d'Arméniens, il étudie à l'École d'infanterie de Tbilissi, puis entre dans l'Armée soviétique. Il la quitte en 1987, après avoir occupé différents postes de commandement, notamment au District militaire du Nord-Caucase.
Il rejoint les nouvelles Forces armées arméniennes en 1991 et devient l'un des chefs d'état-major pendant la guerre du Haut-Karabagh, commandant les troupes pendant la bataille de Chouchi. 